# 廉毅敏
廉毅敏（1964年3月5日—），男，山西平遥人，中华人民共和国政治人物。1984年7月加入中国共产党，1989年8月参加工作。研究生学历，理学博士学位，高级工程师。现任浙江省政协党组书记、主席，曾任中共河北省委副书记、秘书长、河北省政协主席。

## 生平

### 山西
1981年9月，在清华大学精密仪器系光学仪器专业学习。1986年7月，在山西大学物理系光电子专业读硕士研究生。1989年8月，任山西大学光电研究所助教、讲师。1991年9月，任山西大学光电研究所副所长（其间：1992年2月—1993年9月，在山西省人民政府办公厅工作）。1993年9月，任山西省交通信息通信公司经理。1996年12月，兼任山西省交通计算机通信中心主任。
2000年10月，任山西省科学技术厅副厅长。2006年9月，任山西省科学技术厅厅长。2011年2月，任中共太原市委副书记、代市长，同年3月当选为市长。
2013年2月，出任山西省人民政府党组成员，办公厅党组书记，次月任山西省人民政府秘书长，兼省人民政府应急办主任。
2016年11月，升任中共山西省委常委、统战部部长。2018年1月，当选第十三届全国政协委员。2018年3月，改兼省委宣传部部长。2019年6月，再度改兼省委秘书长。

### 河北
2020年10月，任中共河北省委常委、组织部部长。2021年9月，升任中共河北省委副书记。2022年6月，兼任省委秘书长。2023年1月14日，当选为河北省政协主席，晋升正部级。

### 浙江
2023年12月，改任浙江省政协党组书记，次年1月当选浙江省政协主席。